# Torsten Lindh
Torsten Lindh, švedski admiral, * 10. avgust 1941 Göteborg, † 7. avgust 2020.
Med letoma 1997 in 2001 je bil inšpektor Kraljeve švedske vojne mornarice.